# Canzoniere di Santa María del Puerto

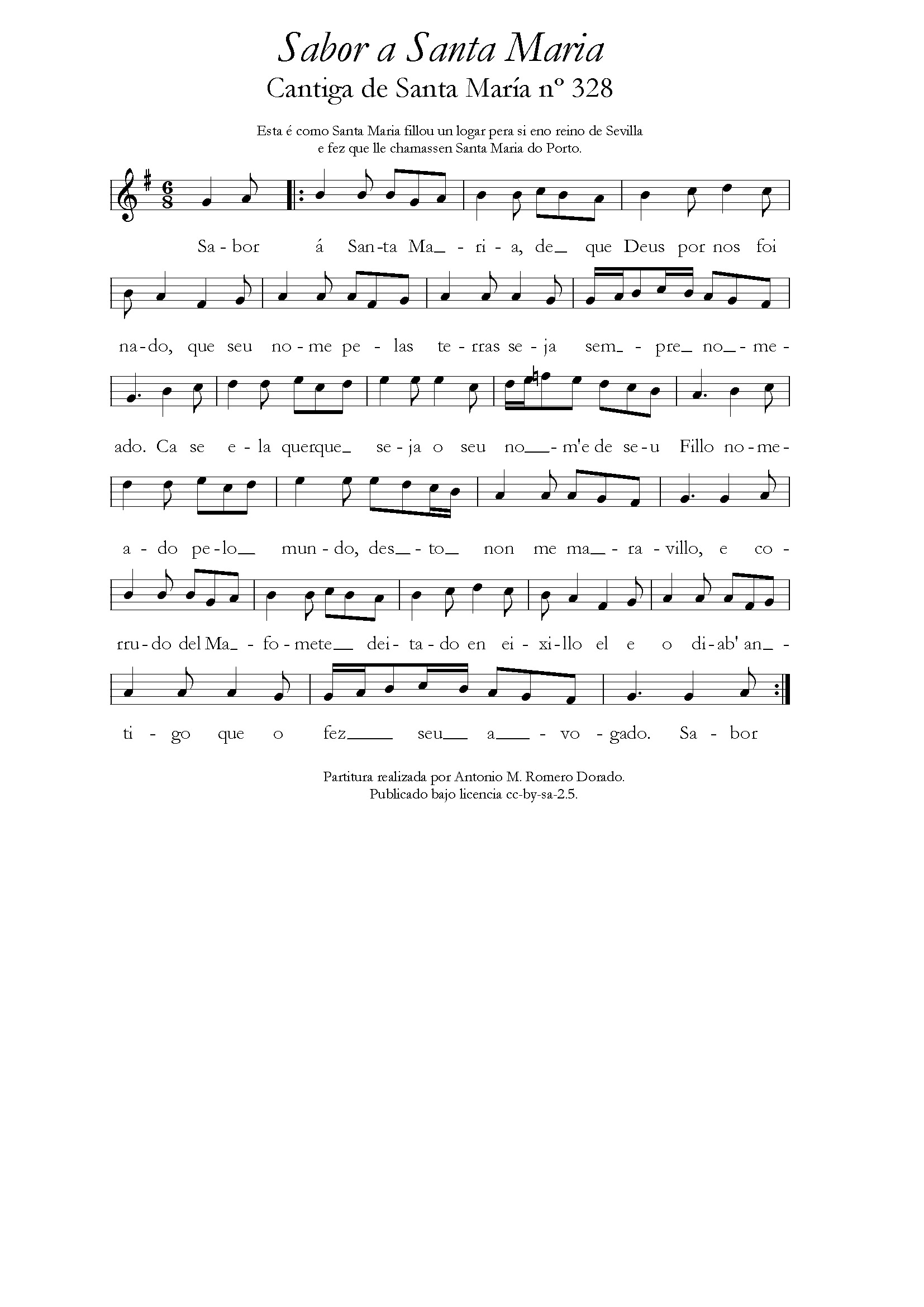
Partitura della Cantiga de Santa María 328, vedi pdf.

Il Canzoniere di Santa María del Puerto (CSMP) è un gruppo di ventiquattro Cantigas de Santa Maria (CSM) il cui tema è relazionato all'immagine di Santa María de El Puerto, alla sua devozione, al suo santuario e ai suoi miracoli. Le cantigas in questione sono quelle catalogate con i numeri 328, 356, 357, 358, 359, 364, 366, 367, 368, 371, 372, 375, 376, 377, 378, 379, 381, 382, 385, 389, 391, 392, 393 e 398. Santa María del Puerto (nelle Cantigas, Santa Maria do Porto) era un'invocazione mariana che aveva radici nella popolazione andalusa di El Puerto de Santa María, chiamata Alcanate o Alcanatir all'epoca di al-Andalus. Alfonso X il Saggio trasformò la moschea di Alcanate in un santuario fortificato per la venerazione dell'immagine di Santa María di El Puerto. Oggi si conosce l'immagine con il nome di Nuestra Señora de los Milagros ("Nostra Signora dei Miracoli") e il santuario fortificato con il nome di Castillo de San Marcos, popolarmente detto el Castillito.

## Discografia
- Eduardo Paniagua. Música Antigua. Santa María del Puerto I. . Contiene, tra le altre, le Cantigas 328, 358, 356, 364, 377, 378, 382 e 385 che formano parte del Canzoniere de Santa María de El Puerto.
- Eduardo Paniagua. Música Antigua. Cantigas de Jerez. . Contiene, tra le altre, le Cantigas 359, 371, 381, 391 e 398, che formano parte del Canzoniere di Santa María de El Puerto e menzionano Jerez de la Frontera.